# Wybudowanie (Janiszewko)
Wybudowanie – osada wsi Janiszewko w Polsce, położona w województwie pomorskim, w powiecie tczewskim, w gminie Pelplin.
Osada leży przy drodze wojewódzkiej nr 230.
Nazwę osady ustalono z 1 stycznia 2015r.